# Дмитриевка (Задонский район)
Дми́триевка — деревня Верхнестуденецкого сельского поселения Задонского района Липецкой области.
По данным 1859 года, это было владельческое сельцо Дми́триевка (Гага́рино), при ручье Студенце. В нём тогда насчитывалось 12 дворов.
Деревня расположена между центром сельского поселения Верхним Студенцом и деревней Казинкой.

## Население
| 2010 |
| ---- |
| 3    |